# 玛丽·斯内夫·马丁努森

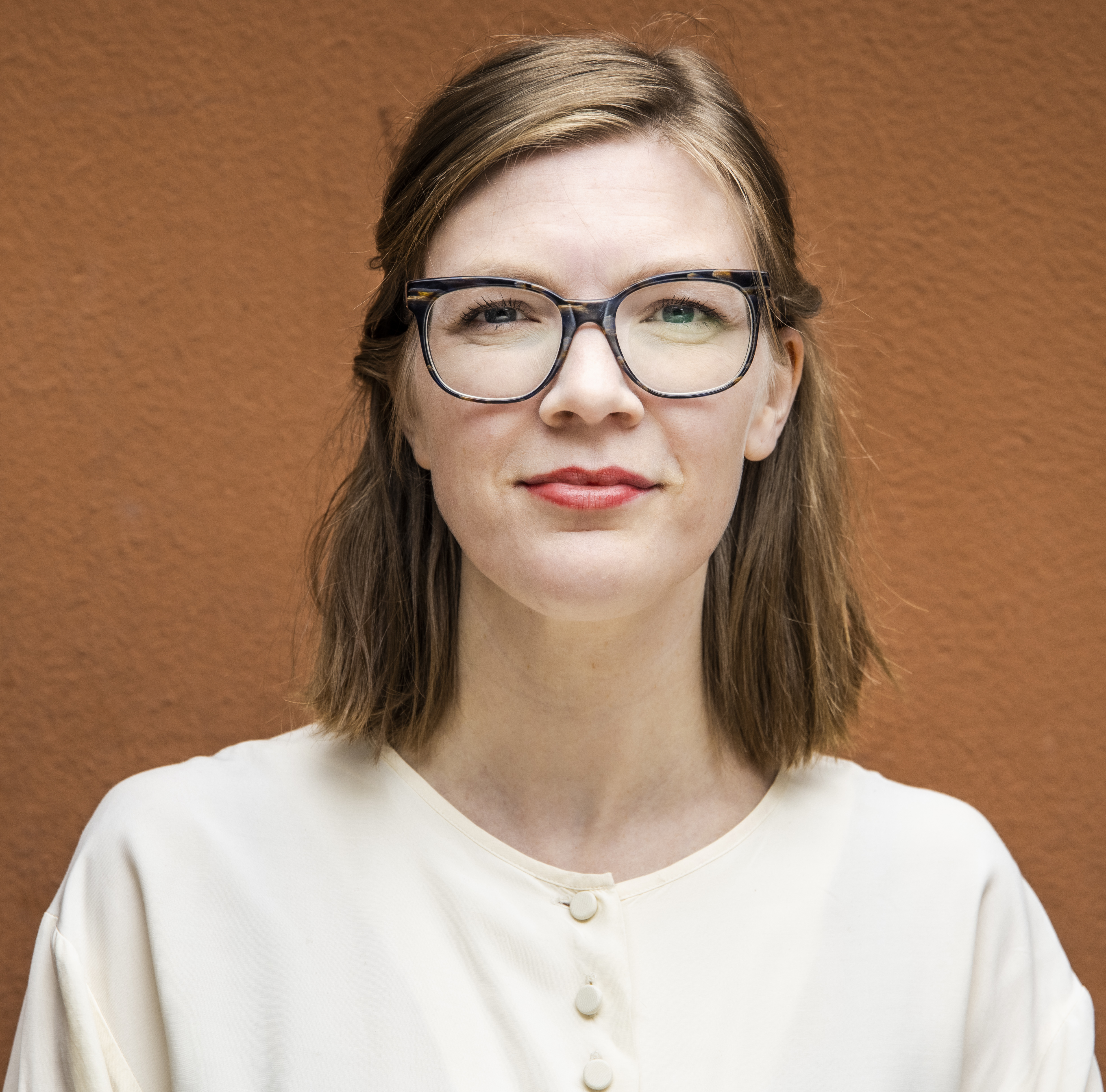
玛丽·斯内夫·马丁努森，摄于2021年

玛丽·斯内夫·马丁努森（1985年12月30日—），挪威政治家、音乐人。

## 生平
她出生于芬马克郡南瓦朗厄尔，毕业于奥斯陆大学。2021年，作为红党候选人当选阿克什胡斯选区的挪威议会议员。2012年—2023年，担任红党第一副领袖。2023年7月3日，成为红党代理领袖；同月24日，成为红党领袖，接替因偷窃墨镜而被迫辞职的比约尔纳尔·莫克斯内斯。